# Ingrid Hollmann
Ingrid Hollmann, später Ingrid Lemke (* 6. Oktober 1938), ist eine deutsche Tischtennisspielerin. Sie gehörte in den 1960er Jahren zu den besten Spielerinnen der DDR und gewann neun nationale Titel.

## Erfolge
Hollmann spielte beim Verein SC Einheit Dresden, mit dessen Damenteam sie von 1959 bis 1962 viermal in Folge DDR-Mannschaftsmeister wurde. Bei den nationalen DDR-Meisterschaften gewann Hollmann fünf Titel. Im Doppel wurde sie 1963 mit Carla Stiebner DDR-Meister. Zusammen mit ihrem späteren Ehemann Siegfried Lemke siegte sie viermal im Mixed, nämlich 1961, 1963, 1964 und 1965. Zudem erreichte sie achtmal das Endspiel. Mitte der 1960er Jahre schloss sie sich dem Verein SC Leipzig an. 1965 wurde sie in der DDR-Rangliste auf Platz 1 geführt.
Ingrid Hollmann nahm an den Europameisterschaften 1960 und 1964 teil.  Dabei kam sie 1964 im Einzel bis ins Achtelfinale. Zudem wurde sie für die Weltmeisterschaften 1961 und 1963 nominiert, wo sie mit der DDR-Mannschaft Platz sieben und fünf erreichte.

## Privat
1963 heiratete Hollmann den DDR-Nationalspieler Siegfried Lemke und trat danach unter dem Namen Lemke oder Lemke-Hollmann auf. Das Ehepaar hat eine Tochter Katrin. Diese betrieb auch Tischtennis-Leistungssport und wurde ab 1984 mehrmals mit BSG Lokomotive Prenzlau DDR-Mannschaftsmeister.

## Turnierergebnisse
| Verband | Veranstaltung       | Jahr | Ort    | Land | Einzel    | Doppel       | Mixed        | Team |
| ------- | ------------------- | ---- | ------ | ---- | --------- | ------------ | ------------ | ---- |
| GDR     | Europameisterschaft | 1964 | Malmö  | SWE  | letzte 16 |              |              |      |
| GDR     | Weltmeisterschaft   | 1963 | Prag   | TCH  | Scratched | keine Teiln. | keine Teiln. | 5    |
| GDR     | Weltmeisterschaft   | 1961 | Peking | CHN  | letzte 64 | letzte 32    | letzte 128   | 7    |